# شيرين الرفاعي
شيرين الرفاعي الجهني (24 أكتوبر 1989 -)، إعلامية وممثلة وأديبة سعودية. تعمل في قناة الآن ومحررة في جريدة الجزيرة، وأديبة تنشر مقالاتها في جريدة الاقتصادية.

## نشأتها
حاصلة على دبلوم اللغة الإنجليزية تخصص ترجمة، وحصلت على دبلوم الحاسب الآلي بشهادة الآيزو، وكلتا الشهادتين من جامعة الإمام محمد بن سعود الإسلامية 
كما حصلت على بكالوريوس إعلام – تخصص إذاعة وتلفزيون، من جامعة الملك سعود
كما نالت مؤخرا على شهادة الماجستير في الاقتصاد.

## المسيرة المهنية
كان دخولها للإعلام من باب الصدفة، عندما رأت إعلان على شاشة أحد الفضائيات عن حاجتهم إلى مذيعات وقامت بالتقدم لتلك القناة، وكان ذلك معلنًا ببزوغ موهبة جديدة لإعلامية سعودية.
عملت بقناة ام بي سي للأطفال وقناة الراية، ودخلت إلى الإعلام الحكومي عام 2006 من خلال القناة الإخبارية حتى عام 2010 م. انتقلت إلى القناة الأولى منذ عام 2010م وحتى منتصف عام 2011 م، وعادت إلى القناة الإخبارية منتصف عام 2011 م، وقدمت البرنامج الأسبوعي «ليل الرياض» لتشجيع المواهب الشعرية في إذاعة البرنامج العام. وفي عام 2012م شاركت في تقديم مسابقة الصوغة على قناة الشارقة، وحاليا تقدم برنامج «البوصلة» وبرنامج «السعودية في أسبوع» وذلك من خلال قناة سي إن بي سي عربية من مقرها في دبي.

## البرامج

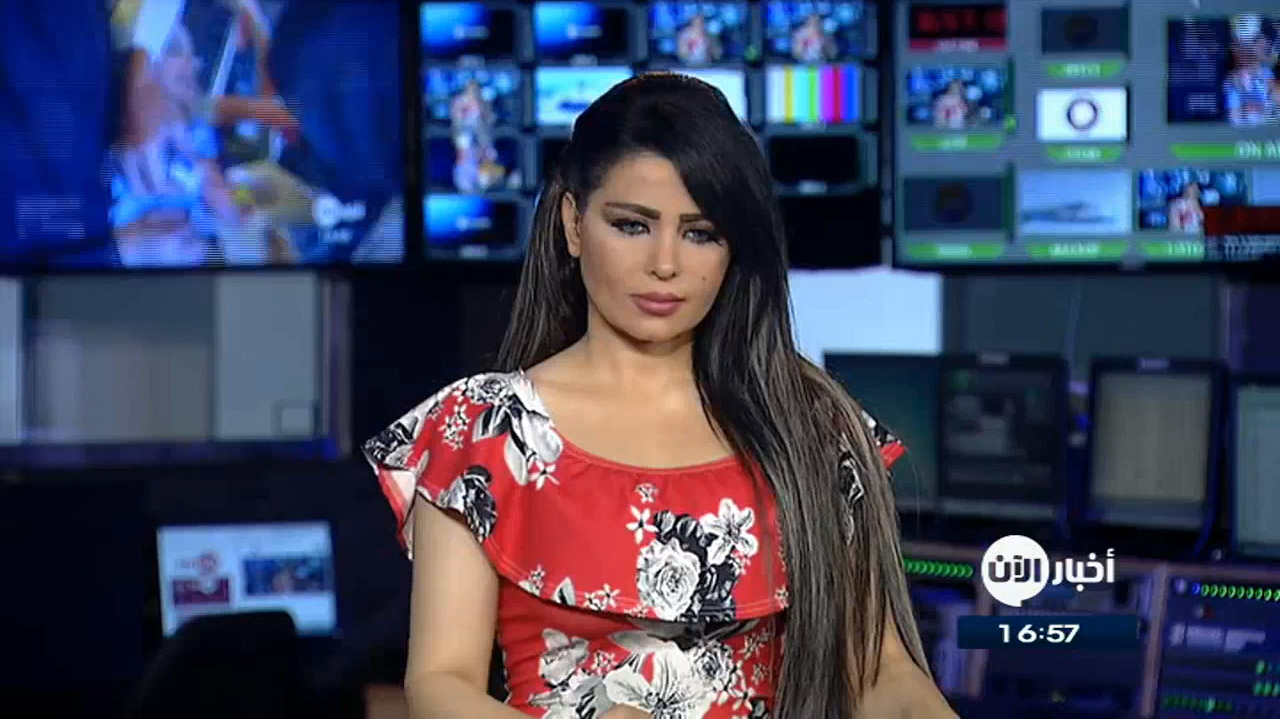

بالإضافة لتقديمها لنشرات الأخبار، فقد قدمت العديد من البرامج ومنها:
- برنامج إيقاع[10]
- حياة السفراء في رمضان
- عطفـا على السؤال
- سيدة في العمل في 26 حلقة [11] ، واستضافة خلاله العديد من سيدات المجتمع السعودي واللواتي حققن انجازات على المستوى المحلي والعالمي.
- لقاء خاص وأجرت من خلاله لقاءات خاصة مع العديد من الرؤساء والمسؤولين في عدد من الدول
- بانوراما وهو أول برنامج تقدمه من خلال القناة الأولى[12] ، وهو برنامج يهتم بالجوانب الإنسانية والاقتصادية والاجتماعية، وتم خلاله عرض العديد من المواهب من أجل دعمها وتشجيعها، واستضافة من خلاله العديد من الشخصيات البارزة في السعودية.
- نبض الأولى وكان برنامج حواري يعتمد على التقنية الحديثة[13] ، حيث يتم استضافة الضيوف من خلال برنامج سكايب، ويتم التواصل مع لجمهور من خلال البلاك بيري والآيباد، وتم طرح العديد من القضايا الاجتماعية التي تهم الشباب.
- برنامج (مساء الأربعاء) وهو برنامج إذاعي منوع[14] يهتم بالمجالات الفنية، حيث يتم من خلاله متابعة آخر أخبار الفن، ومشاركة المجتمع في النقاش حول أحد المواضيع الفنية، واستضافة شخصية فنية من رموز الفن الغنائي أو التمثيل والشعر.
- برنامج (ليل الرياض) برنامج يهتم بالمواهب الشعرية[15] ، حيث يتم في بداية الحلقة استقبال اتصالات المستمعين من المواهب الشعرية لعرض قصائدهم والتنافس للحصول على لقب (نجم ليل الرياض)، وفي الجزء الثاني يتم استضافة أحد الشعراء البارزين والحوار معهم عن أعمالهم الشعرية والفنية.
- أموال ومسارات [16] وهو برنامج يهتم بأخبار الاقتصاد، ومتابعة سوق الأسهم السعودية والخليجية والعالمية، ومتابعة البورصة العالمية وأسعار الذهب والمعادن.
- وفي رمضان من عام 2012 شاركت الإعلامية شيرين الرفاعي في تقديم المسابقة الرمضانية الصوغة والذي يعرض على تلفزيون الشارقة وهو عبارة عن مسابقة جماهيرية تهدف إلى التعرف على تراث الإمارات العربية المتحدة من خلال أسئلة فورية للحضور في مركز صحاري مول وأسئلة للمشاهدين.[17]
- وفي سبتمبر 2012 انتقلت إلى قناة سي إن بي سي عربية، وتولت تقديم نشرات الأخبار وبرنامج الأسهم السعودية وبرنامج السعودية في أسبوع ، وشاركت في تقديم فقرة (الأسهم الإماراتية) ضمن برنامج البوصلة ، بالإضافة إلى عملها كمراقبة لسوق الأسهم في القناة.[18]

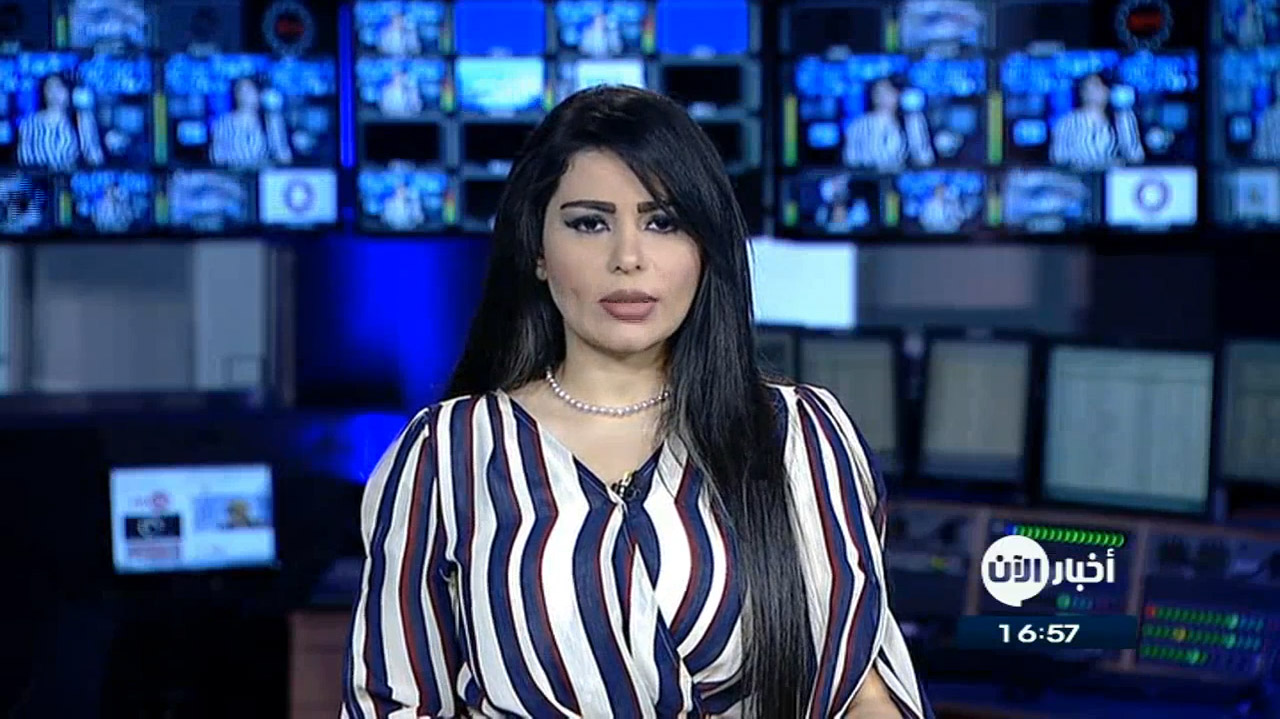

## الكتابة
شيرين الرفاعي أديبة سعودية قامت بنشر العديد من كتاباتها من خلال جريدة الاقتصادية ومنها:
- ولادة جديدة [19]
- أم مفرح بائعة الحنة [20]
- زهور الزئبق وعجلات المركبة [21]